# Приморская область (Того)
Приморская область (фр. Région maritime) — область в Того. Площадь Приморской области составляет 6 396 км². Численность населения равна 2 599 955 человека (на 2010 год). Плотность населения — 406,50 чел./км² (2010). Административный центр области — столица страны город Ломе.

## География
Приморская область расположена на крайнем юге Того. К северу от неё находится тоголезская область Плато. На западе Приморской области проходит государственная граница между Того и Ганой, на востоке — государственная граница Того с Бенином. С юга территория области омывается водами Атлантического океана.

## Административное деление

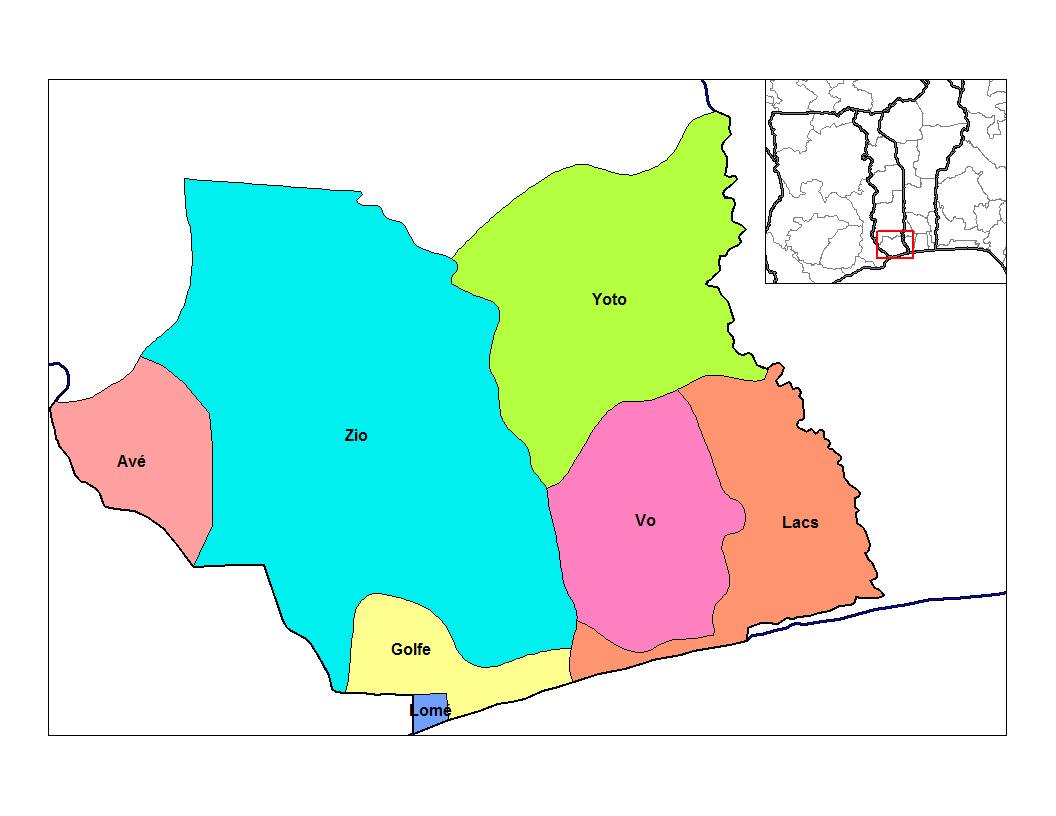
Префектуры Приморской области.

В административном отношении Приморская область разделена на 6 префектур и 1 городскую коммуну:
- Аве
- Зио
- Йото
- Лакс
- Во
- Гольфе
- городская коммуна Ломе